# Fouilloy (Oise)
Fouilloy település Franciaországban, Oise megyében. Lakosainak száma 217 fő (2022. január 1.). Fouilloy Escles-Saint-Pierre, Quincampoix-Fleuzy, Romescamps, Fourcigny, Hescamps és Gourchelles községekkel határos.

## Népesség
A település népességének változása:
| Lakosok száma | 200  | 195  | 200  | 207  | 214  | 216  | 218  | 217  |
|               | 2013 | 2015 | 2017 | 2018 | 2019 | 2020 | 2021 | 2022 |